# Ånghästparken

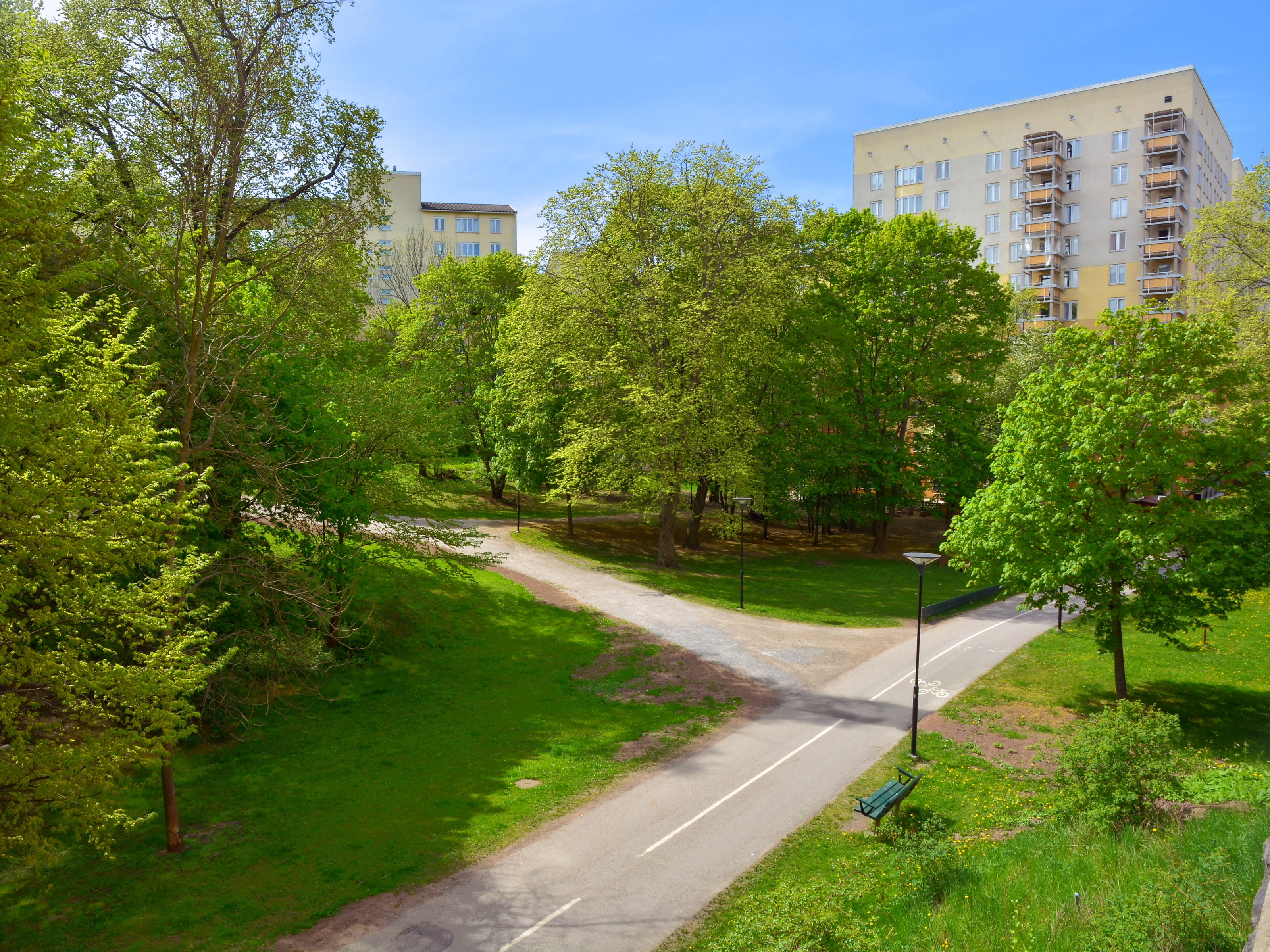
Ånghästparken, maj 2014.

Ånghästparken är en park på Södermalm i Stockholm, den ligger söder om Maria Bangata och sträcker sig som ett parkstråk från Ringvägen i väst till Rosenlundsgatan i öst. Parken är uppkallad efter ett gammalt ånglok som hette "Ånghästen Stockholm".

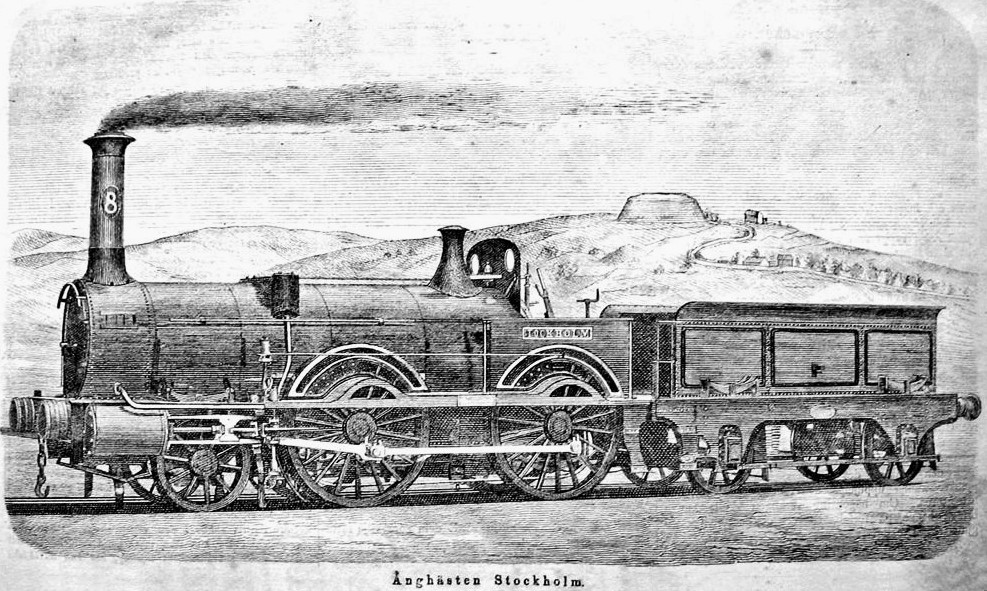
"Ånghästen Stockholm" 1861.

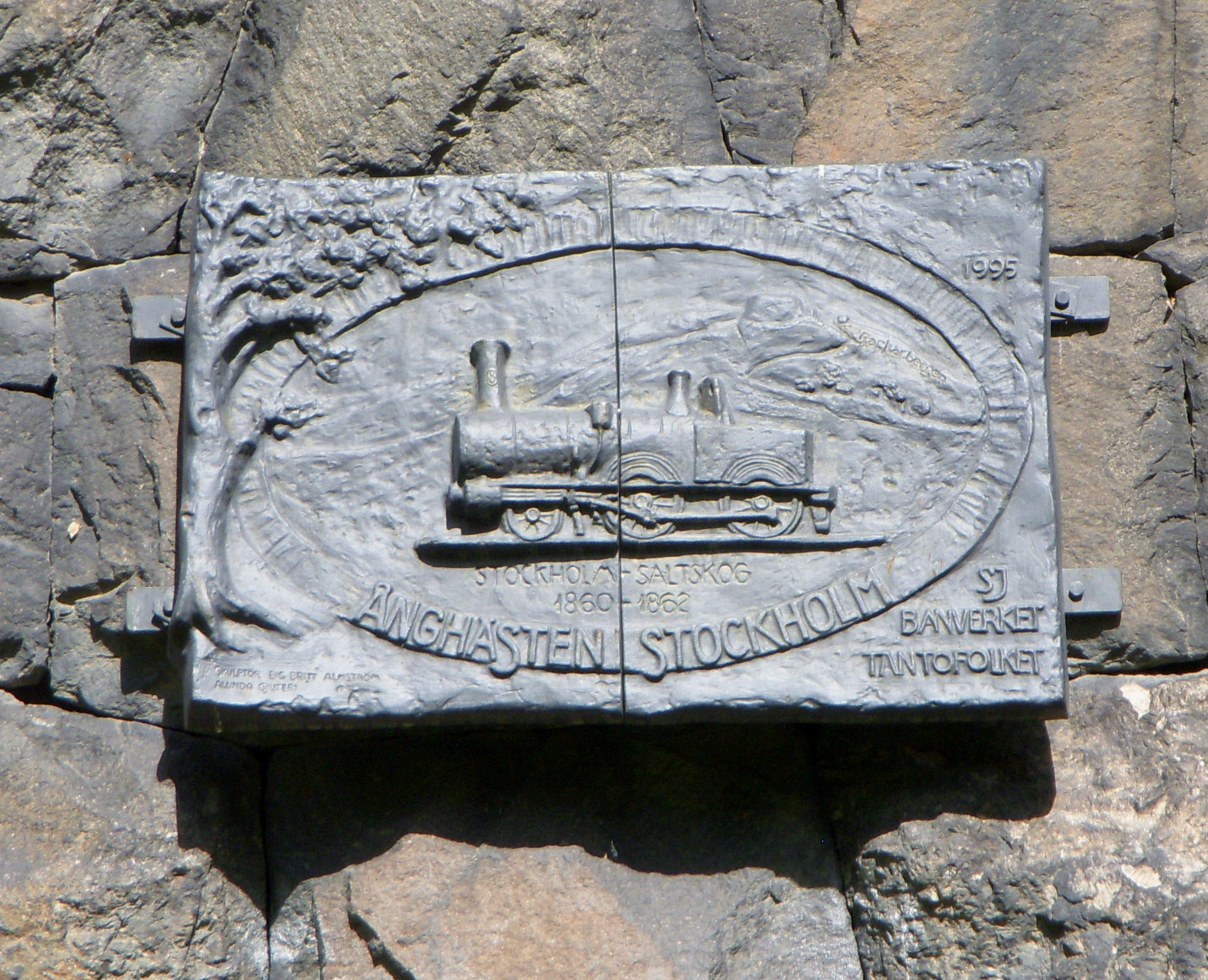
Skylten formgiven av Big Britt Almström.

Ungefär på mitten vidgas parken till ett större rum. Parkens södra sida begränsas av Södra stationsområdets bostadsbebyggelse. Parken stadsplanerades 1984 och anlades i början på 1990-talet samtidigt med omgivande bostadshus i kvarteret Svärdet. Längs parken löper en gång- och cykelväg som följer den gamla banvallens sträckning under broar och viadukter.
Ånghästparken ligger på det gamla spårområdet som sedan 1860-talet förband Liljeholmens järnvägsstation med Södra station. Delar av sträckan lades ner 1929 då en ny förbindelse över Årstabron invigdes. Mot Maria Bangata finns fortfarande den höga gamla stödmuren kvar, byggd av gråsten. På denna vägg monterades år 1995 en bronsrelief formgiven av skulptören Big Britt Almström. Den visar ett äldre ånglok och texten "Ånghästen Stockholm, Stockholm–Saltskog, 1860–1862". Initiativtagare till skylten var SJ, Banverket och Tantofolket. 
"Ånghästen Stockholm" var ett engelskt tillverkat ånglok som trafikerade mellan Stockholm och Saltskogs station (söder om Södertälje). Om denna stora lok kunde man läsa i tidningen Idun av den 12 januari 1861: "Härunder meddela vi en teckning af den väldiga ånghäst som dagligen löper fram och tillbaka mellan hufvudstaden och Södertälge, den första vid stationen Stockholm, hvilkens namn han också bär..."